# Ulica Kłośna we Wrocławiu

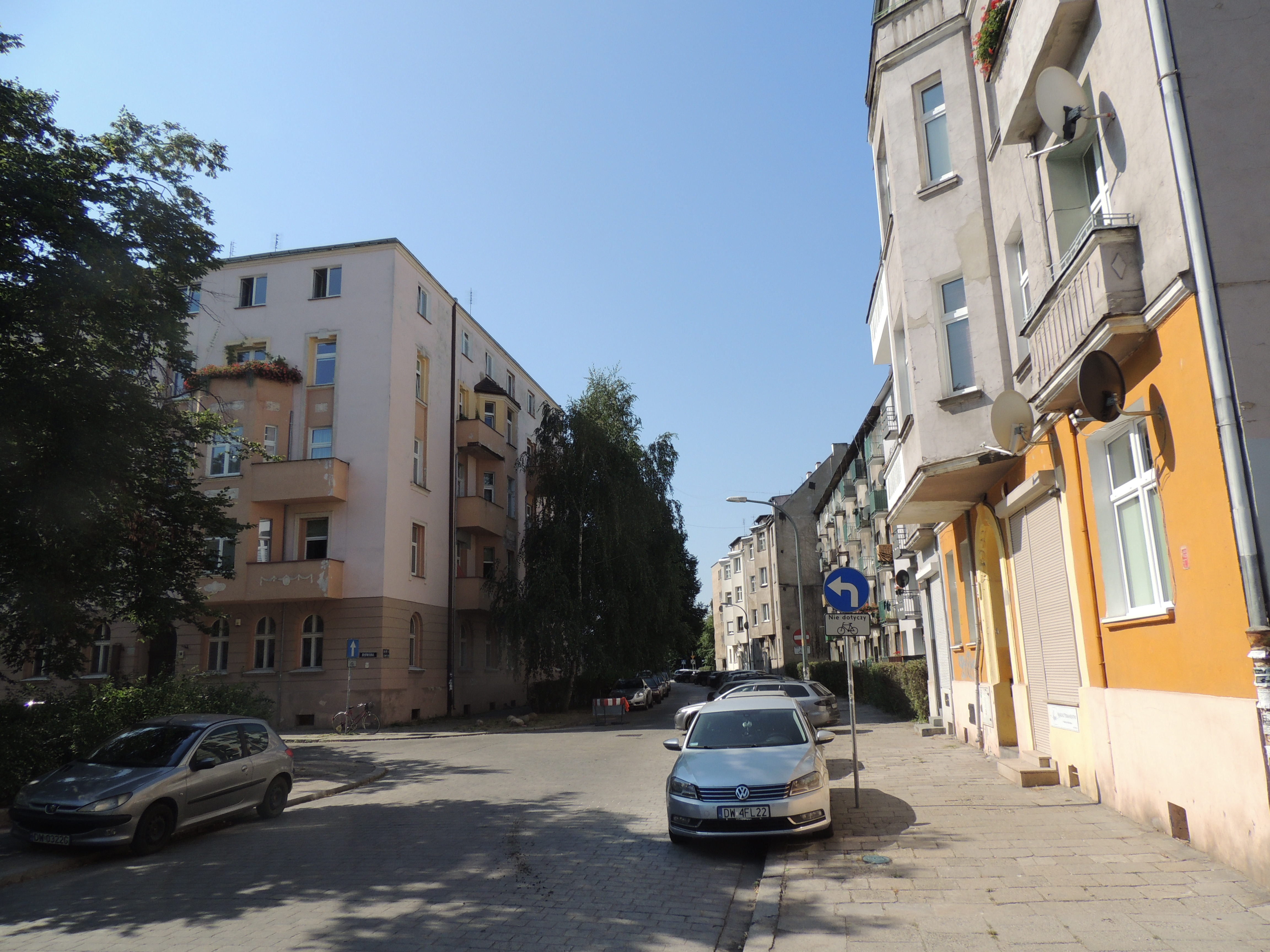
Od nr 3 w kierunku ul. Grochowej

Ulica Kłośna – ulica położona we Wrocławiu, łącząca ulicę Ołowianą z ulicą Grochową na osiedlu Gajowice, w dawnej dzielnicy Fabryczna. Ulica ma 121 m długości. Obszar przez który przebiega ulica ujęty jest w gminnej ewidencji zabytków i objęty jest ochroną w zakresie historycznego układu urbanistycznego osiedla. Przy ulicy i w najbliższym otoczeniu znajdują się zabytkowe budynki również wpisane do gminnej ewidencji zabytków.

## Historia
Ulica przebiega przez obszar dawnych Gajowic (Gabitz), który został włączony do miasta w 1868 r.. Rejon pobliskiego placu Icchaka Lejba Pereca ukształtowany został według projektu z 1895 r.. Plac ten (Rehdigerplatz) z częścią dochodzących do niego ulic istniał już w 1901 r. ale nie istniały jeszcze ani ulica Kłośna, ani Ołowiana i Grochowa. Natomiast do 1926 r. ulica Kłośna istniała już na całej swojej długości, wraz z zabudową po obu jej stronach, z zachowaną do współczesności numeracją (1-15 numery nieparzyste i 2-10 numery parzyste). Istniała już również na całej długości wraz zabudową ulica Ołowiana (Gellertstrasse), charakterystyczny trójkąty w rzucie poziomym skwer między tymi ulicami zachowany do dziś oraz ulica Grochowa (Herderstrasse) do ulicy Kłośnej, a dalszy jej odcinek nie był jeszcze ostatecznie ukształtowany ani też zabudowany.
Zabudowa Gajowic w dużej części uległa, w wyniku działań wojennych, zniszczeniom powstałym podczas oblężenia Wrocławia w 1945 r. Zniszczony podczas II wojny obszar Gajowic od lat 60. XX wieku stał się miejscem największej inwestycji mieszkaniowej w powojennej historii miasta pod nazwą osiedla mieszkaniowego „Gajowice”. W latach 60. i 70. XX wieku nastąpiła odbudowa osiedla Gajowice według projektu Igora Tawryczewskiego. Prace nad projektem rozpoczęto w 1959 r., a z wyżej wymienionym współpracowali: Edmund Frąckiewicz, Jadwiga Grabowska-Hawrylak, Maria Kiełczewska, Witold Maciejewski, Zygmunt Pawłowicz, Maria Tawryczewska. Powstała wówczas zabudowa przy ulicy Kłośnej, z uwzględnieniem zachowanych budynków pod numerami 3, 4, 6, 11, 13, w tym zabudowa plombowa, tworząca dwie ciągłe pierzeje po obu stronach ulicy.

## Nazwy
W swojej historii ulica nosiła następujące nazwy:
- Wielandstrasse, do 15.05.1946 r.[5][11]
- Kłośna, od 15.05.1946 r.[11][12].

Nazwa niemiecka ulicy Wielandstrasse upamiętniała Christophera Martina Wielanda, urodzonego 5.09.1753 r. w Oberholzheim koło Biberach, zmarłego 20.01.1813 r. w Weimarze, pisarza, jednego z najwybitniejszych przedstawicieli oświecenia, autora tworzącego poematy epickie i rokokowych liryków. Współczesna nazwa ulicy – ulica Kłośna – została nadana przez Zarząd Wrocławia i ogłoszona w okólniku nr 33 z 15.05.1946 r.. Wspomnieć także należy, że w 1947 roku istniała koncepcja nadania tej ulicy nazwy "Jaglanej", której jednak nie zrealizowano.

## Układ drogowy
Ulica łączy się z następującymi drogami publicznymi, kołowymi:
| Powiązanie   | kierunek | Droga          | Fotografia | Opis             |
| ------------ | -------- | -------------- | ---------- | ---------------- |
| skrzyżowanie | ← →      | ulica Ołowiana |            | w lewo i w prawo |
| skrzyżowanie | →        | ulica Ołowiana |            | na wprost        |
|              |          |                |            | na wprost        |
| skrzyżowanie | ← →      | ulica Grochowa |            | w lewo i w prawo |

## Droga

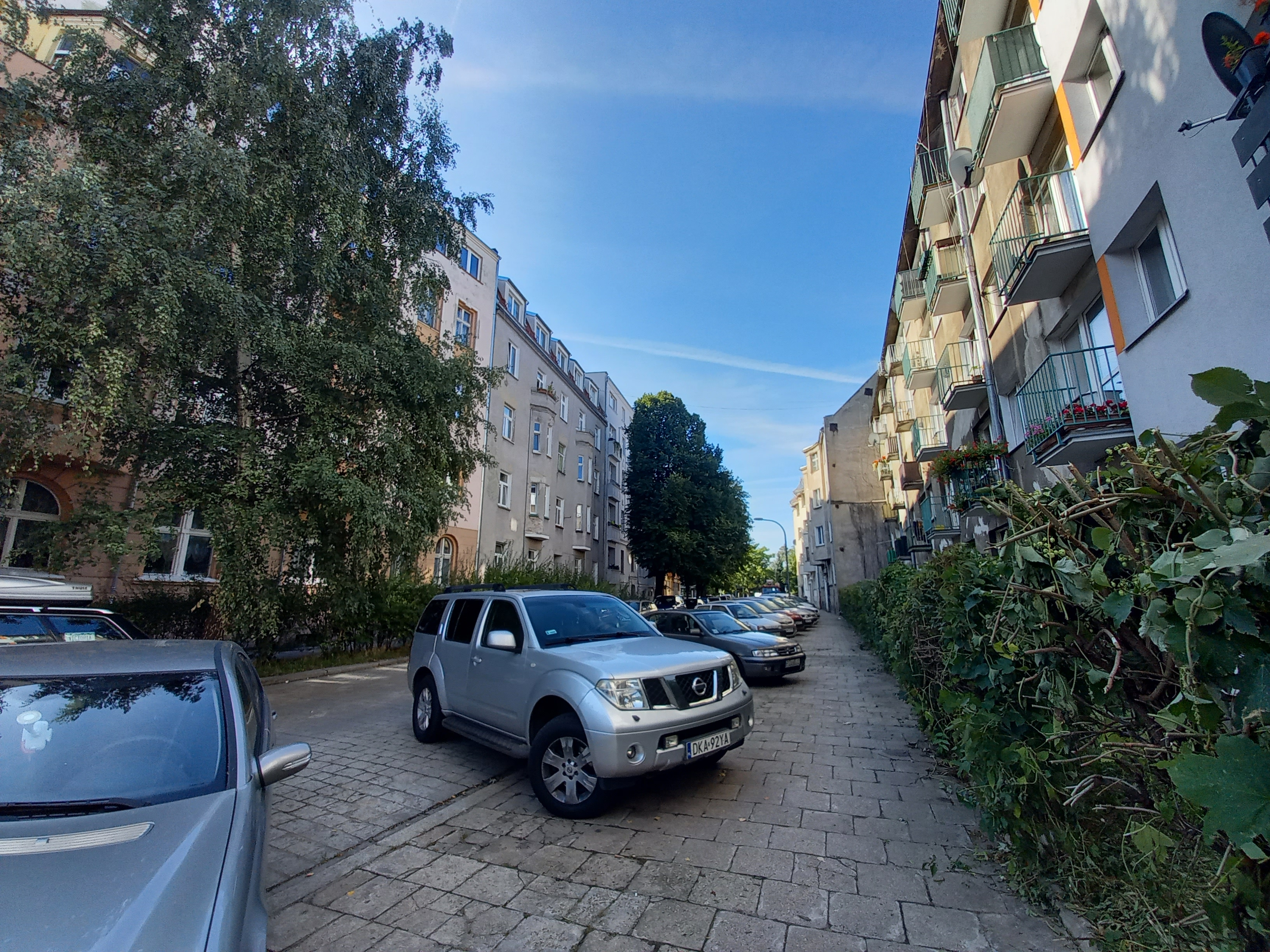
Od nr 5

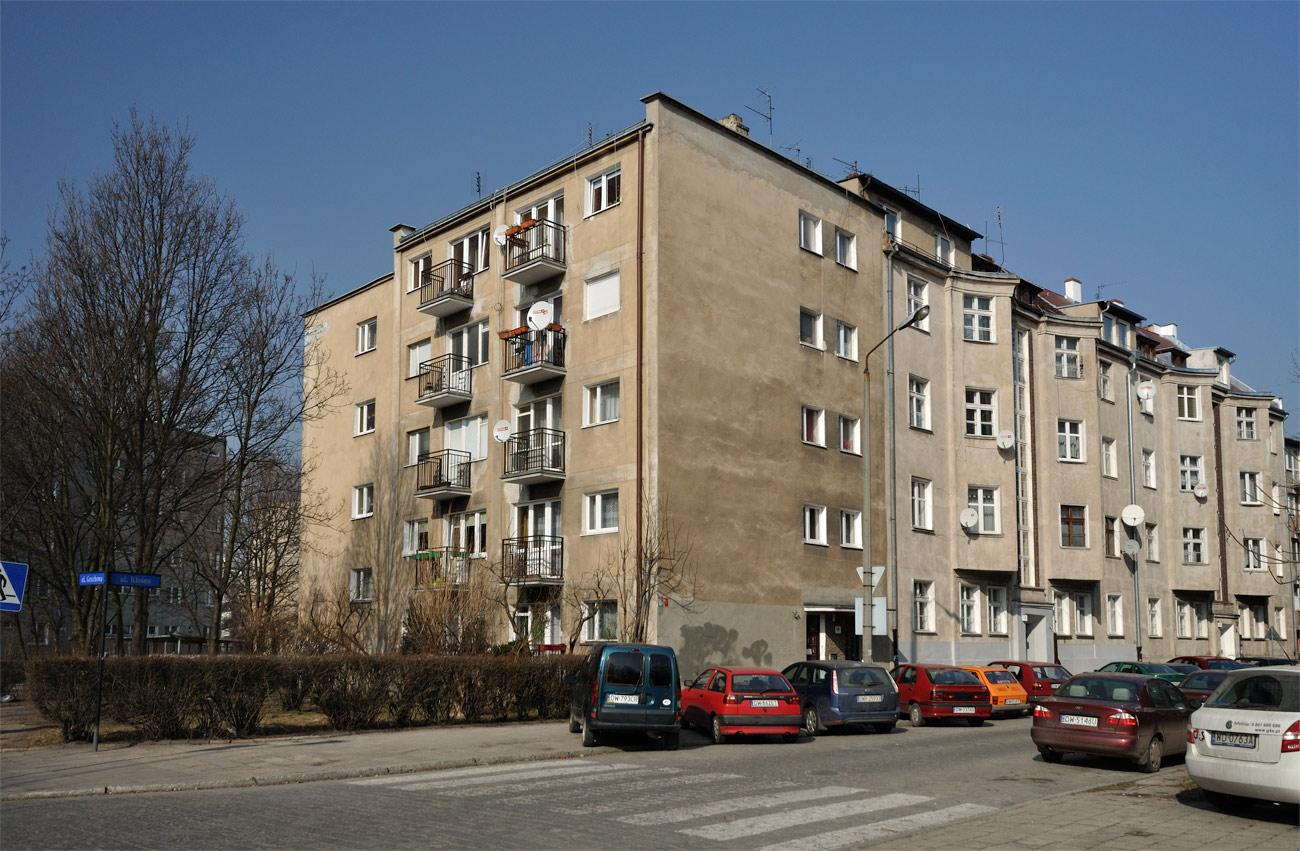
Ul. Kłośna 15

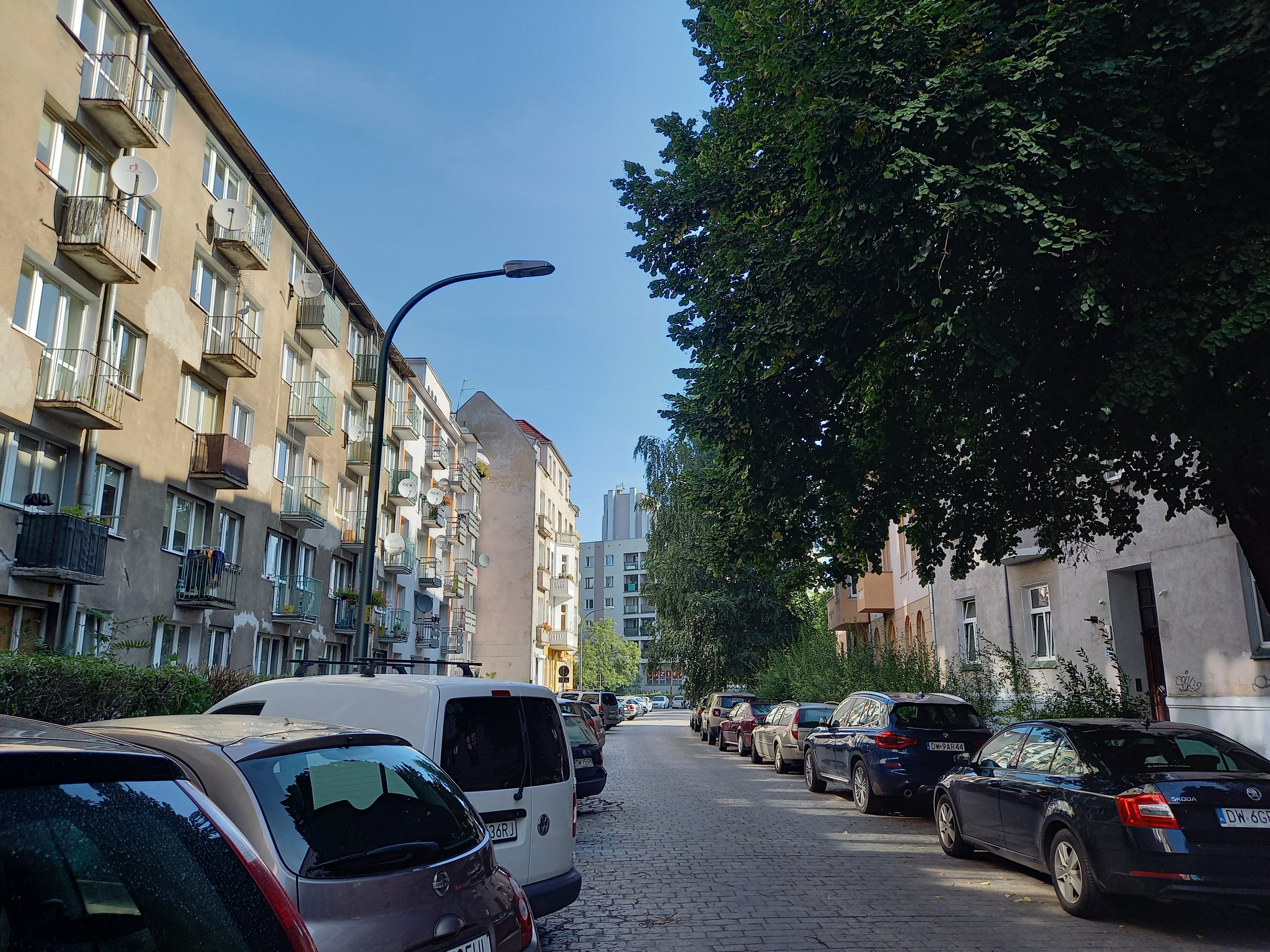
Po lewej plomba przy ul. Kłośnej 5-9

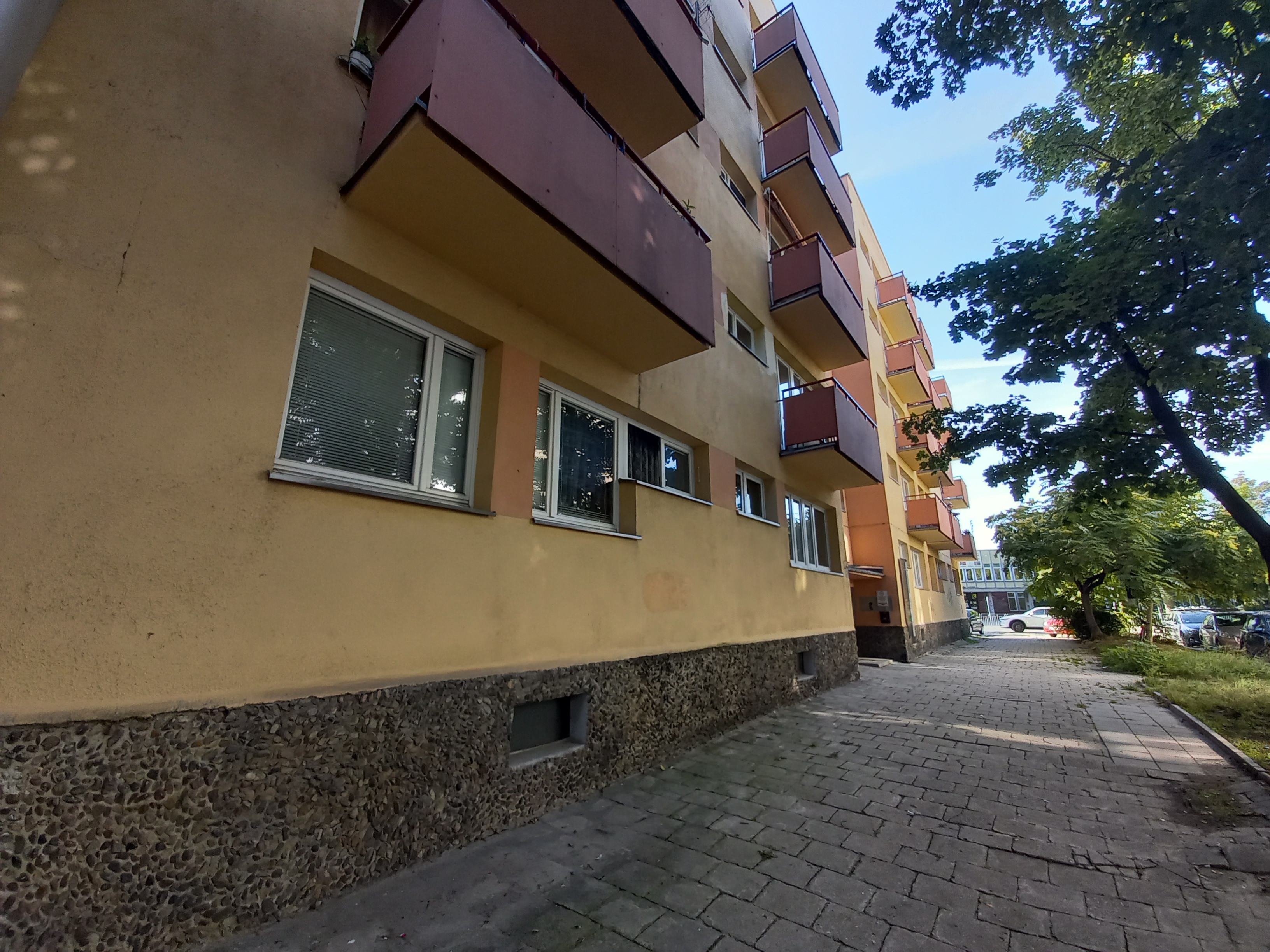
Ul. Kłośna 8-10

Do ulicy Kłośnej przypisana jest droga gminna (numer drogi 106059D, numer ewidencyjny drogi G1060590264011), która obejmuje ulicę o długości 121 m, łącząca ulicę Ołowianą z ulicą Grochową, klasy dojazdowej. Nawierzchnia ulicy wykonana jest jako brukowana z kamiennej kostki granitowej. Ulica przebiega przez teren położony na wysokości bezwzględnej od 119,3 do 120,3 m n.p.m.. Ulica położona jest na działce ewidencyjnej o powierzchni 1 954 m2. Ulica Kłośna położona jest w strefie ograniczenie prędkości do 30 km/h. Wzdłuż ulicy wyznaczono kontraruch dla rowerów.

## Zagospodarowanie i demografia
Ulica Kłośna przebiega przez obszar osiedla Gajowice. Ten fragment tego osiedla klasyfikowany jest jako obszar zabudowy śródmiejskiej (podlegający ochronie i wpisany do gminnej ewidencji zabytków w zakresie układu urbanistycznego). Zabudowana jest po obu stronach ciągłymi pierzejami budynków mieszkalnych. Są to zarówno zachowane kamienice jak i współczesna zabudowa uzupełniająca w postaci budynków plombowych powstała w latach 60. i 70. XX wieku w ramach budowy osiedla mieszkaniowego Gajowice. Są to budynki mieszkalne, które mają od czterech do sześciu kondygnacji nadziemnych. W niektórych z nich na parterach znajdują się pojedyncze lokale handlowo-usługowe. Za budynkami położonymi w obu pierzejach ulicy znajdują się tereny zieleni międzyblokowej. Przy początku ulicy położony jest teren zieleni – Zieleniec przy ul. Ołowianej-Kłośnej – otoczony z każdej strony jezdniami ulicy Ołowianej i Kłośnej.
Ulica przebiega przez jeden rejon statystyczny, przy czym prezentowane dane są aktualne na dzień 31.12.2020 r. Jest to rejon nr 930800, w którym we wskazanej dacie zameldowanych było 1 383 osób, a gęstość zaludnienia wynosiła 17 565 osób/km².

## Punkty adresowe i budynki
Punkty adresowe przy ulicy Grochowej (wg stanu na 2021 r.):
- strona północno-zachodnia – numery nieparzyste:
  - ulica Kłośna 1[32]: budynek mieszkalny (6 kondygnacji)[33]
  - ulica Kłośna 3[34]: kamienica[10] mieszkalna (5 kondygnacji)[35]
  - ulica Kłośna 5[36]: budynek mieszkalny (5 kondygnacji)[37]
  - ulica Kłośna 7[38]: budynek mieszkalny (5 kondygnacji)[39]
  - ulica Kłośna 9[40]: budynek mieszkalny (5 kondygnacji)[41]
  - ulica Kłośna 11[42]: budynek mieszkalny (4 kondygnacje)[10][43]
  - ulica Kłośna 13[44]: budynek mieszkalny (4 kondygnacje)[10][45]
  - ulica Kłośna 15[46]: budynek mieszkalny (5 kondygnacji)[47]
- strona południowo-wschodnia – numery parzyste:
  - ulica Kłośna 4[48]: kamienica[10] mieszkalna (5 kondygnacji)[49]
  - ulica Kłośna 6[50]: kamienica[10] mieszkalna (5 kondygnacji)[51]
  - ulica Kłośna 8-10[52]: budynek mieszkalny (5 kondygnacji)[53].

## Zieleń urządzona, rekreacja
Przy ulicy znajdują się następujące tereny zieleni urządzonej i rekreacji:
| Obiekt | Powierzchnia                                                                    | foto |
| --- | ------------------------------------------------------------------------------- | ---- |
| Zieleniec przy ul. Ołowianej – Kłośnej (wnętrze z zielenią, ważny dziedziniec, ogród) · strona południowo-wschodnia między dwiema jezdniami ulicy Ołowianej ·     | 849 m²                                                                          |      |
| szpaler z ochroną wybranych drzew po stronie południowo-wschodniej ulicy Kłośnej, od ulicy Grochowej do ulicy Ołowianej                                           | nie dotyczy                                                                     |      |
| teren zielony we wnętrzu międzyblokowym w kwartale ulic: Grochowej, Pereca, Ołowianej i Kłośnej strona południowo-wschodnia za budynkami przy ulicy Kłośniej 4-10 | 3 709 m² (3 662 m²) w tym ogólnodostępny teren rekreacyjny co najmniej 1 000 m² |      |
| "Zieleń międzyblokowa przy ul. Oporowskiej" (wnętrze z zielenią, ważny dziedziniec, ogród), strona północno-zachodnia za budynkami przy ulicy Kośnej 1-15         | brak danych                                                                     |      |
| liniowe formy zieleni w postaci alei, szpaleru czy zieleni przyulicznej wzdłuż całej ulicy Grochowej                                                              | nie dotyczy                                                                     |      |
| | Zobacz multimedia związane z tematem: Zieleniec przy ul. Ołowianej – Kłośnej    |      |

## Ochrona i zabytki
Ulica Kłośna na całej długości leży w obszarze, którego układ urbanistyczny podlega ochronie i jest wpisany do gminnej ewidencji zabytków pod pozycją Gajowice (historyczny układ urbanistyczny dzielnicy w rejonie placu Icchaka Lejba Pereca, ulic Żelaznej, Lwowskiej i Manganowej, wraz z zespołem budowlanym szpitala i zabudową w rejonie ulic Stalowej, Spiżowej i Mosiężnej we Wrocławiu). W szczególności ochronie podlega historyczny układ urbanistyczny (historyczny układ funkcjonalno-przestrzenny), kształtowany sukcesywnie od lat 40. XIX wieku (rejon placu Pereca), w latach 90. XIX wieku (zabudowa po północnej stronie ulicy Grabiszyńskiej) i pod koniec XIX wieku do 1945 r.. Ponadto ochroną objęte są następujące elementy: historyczna nawierzchnia ulic oraz historyczna zieleń komponowana.
Przy ulicy i w najbliższym sąsiedztwie znajdują się następujące zabytki wpisane do gminnej ewidencji zabytków:
|  | Zobacz multimedia związane z tematem: Ulica Ołowiana 10 we Wrocławiu |

|  | Zobacz multimedia związane z tematem: Ulica Kłośna 6 we Wrocławiu |

## Baza TERYT

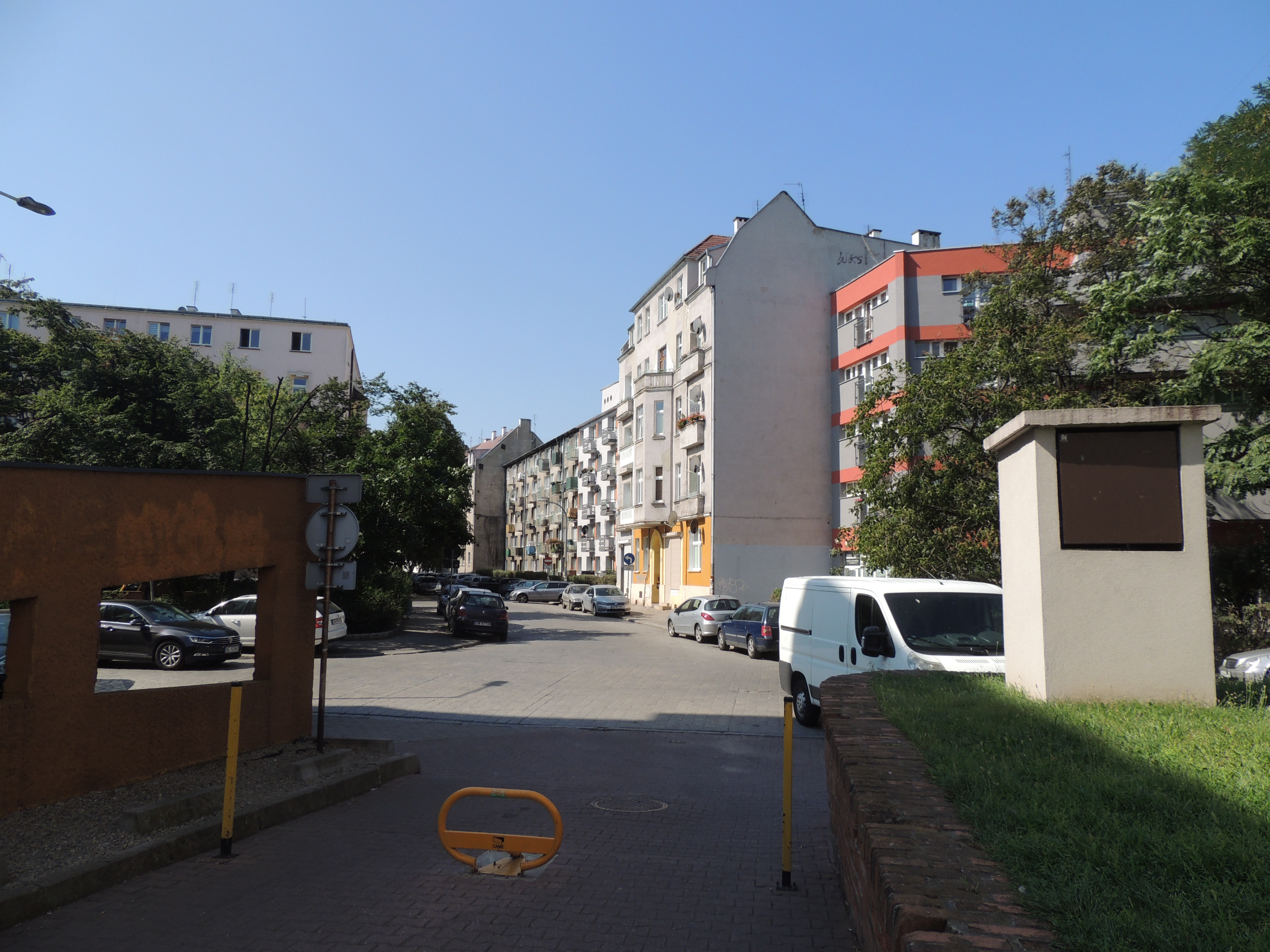
Ul. Ołowiana (w lewo i w prawo), ul. Kłośna (na wprost); po lewej: zieleniec i w tle budynek ul. Ołowiana 10; po prawej kolejno: ul. Kłośna 1, 3, 5-9

Dane Głównego Urzędu Statystycznego z bazy TERYT, spis ulic (ULIC):
- województwo: DOLNOŚLĄSKIE (02)
- powiat: Wrocław (0264)
- gmina/dzielnica/delegatura: Wrocław (0264011) gmina miejska; Wrocław-Fabryczna (0264029) delegatura
- Miejscowość podstawowa: Wrocław (0986283) miasto; Wrocław-Fabryczna (0986290) delegatura
- kategoria/rodzaj: ulica
- Nazwa ulicy: ul. Kłośna (08639)[83].